# 困在衣柜里
困在衣柜里是美国喜剧中心频道动画剧集《南方公园》第9季的第12集，在2005年11月16日首播。该集情节以《南方公园》角色斯坦为中心，讲述他因山达基教徒的招徠而去到山达基教教会。当教会发现他的赛顿（希坦）水平高得令人驚訝，便认定他是教会创始人L·罗恩·哈巴德的转世。该集剧目取自劳·凯利的同名歌曲。
據說在剧中被指涉的汤姆·克鲁斯曾威胁，如果同时拥有派拉蒙影视公司和喜剧中心频道的维亚康姆集团容许该集重播，他将不履行对派拉蒙电影《谍中谍3》的宣传义务。结果在2006年3月15日，该集的重播突然被取消，以“廚師的巧克力鹹球”（Chef's Chocolate Salty Balls）這一集取代之。喜剧中心頻道的代表称作出这样的调动是为了向厨师的配音员艾萨克·海斯致敬，但《南方公园》的创作人特雷·帕克和马特·斯通则不这样认为；他们发表了一份帶有挖苦性質的声明，稱他们自己是“魔王Xenu（山達基教神話人物）的仆人”。在第10季开始之前，海斯提出解除合约的要求。根据马特·斯通的说法，他离开的原因是他山达基教徒的身份：他称该集的内容非常具有冒犯性，虽然起初他在几个访谈节目中对该集的讽刺手法表示支持。自此，该集在喜剧中心频道曾重播数次，喜剧中心频道的网站上也提供了該集的片段。
“困在衣柜里”在2006年7月获艾美奖最佳动画节目（長度一小時以下）提名，但被《辛普森一家》的“一个似乎永远讲不完的故事”击败。该集被喜剧中心频道列为“改变世界的10集南方公园”之一。

## 情节
因为身上没有钱却又想找些樂子，斯坦在街上的山达基教徒鼓励下前往山达基教教会，在那进行了一次免费的“牛津能力分析”。完成回答一份长问卷后，斯坦被告知他极其忧郁，因此加入山达基教是他最好的选择；他们开价$240去帮助他。回家后，斯坦向父母要钱解决他忧郁的问题，他的父亲建议他用一直储下来买新自行车的钱来自行支付款项。斯坦付了钱后被带到一间聽析室，服务员米歇尔通过“心靈電儀表”测量他的“赛顿水平”。測出的读数非常高，米歇尔起初以為儀器壞了，但之后用不同的儀器分別測了三次還是得出相同結果。斯坦的测试结果被发往山达基教在洛杉矶的总部。教会会长看到这样高的读数后，认定斯坦就是山达基教创始人和先知L·罗恩·哈巴德的转世。
当晚，一大群山达基教徒，包括约翰·特拉沃尔塔，聚集在斯坦家门外庆祝哈巴德的“再次来临”。山达基教会长搭乘直升机到达，并与斯坦的父母兰迪和沙伦交谈；他们不同意斯坦加入该组织，但会长告诉他们：“我们不是要他‘加入’我们；我们是要他‘领导’我们。”兰迪要斯坦回到房间，但斯坦发现汤姆·克鲁斯正在那里，并认为他真的是哈巴德的转世。汤姆·克鲁斯问斯坦是否欣赏他的演出，斯坦说他不比其他人好，他便认为自己是“先知眼中的一个失败者”，遂反锁自己在斯坦的衣柜里。尽管兰迪叫他“出柜”（come out of the closet，在英文中有承認自己是同性戀之意），但他拒绝出來。之後鬧至警察上門，傳媒在斯坦屋外作現場報道，並有大批群眾圍觀。妮可·基德曼（汤姆·克鲁斯的前妻）、约翰·特拉沃尔塔和劳·凯利都曾試圖勸他出來，但都不成功；其中约翰·特拉沃尔塔和劳·凯利兩人也進去了衣柜，並同樣拒絕離開。
在楼下，山达基教会长尝试说服兰迪和沙伦容许斯坦加入他们。他们想向斯坦展示教会關於生命的秘密教義。兰迪问斯坦是否想知道这个信息，斯坦回应说“当然”。因為是教會的機密內容，兰迪和沙伦被要求避席。会长接著對斯坦講述Xenu的故事的扼要版本，这个故事是根据现实世界中山达基教的档案写成的，这时萤幕上出现“山达基教徒真的相信这些”的字幕。在解释他们的信念后，会长要求斯坦续写L·罗恩未完成的教義。斯坦完成写作後，把作品給会长看，会长认可其中大部分的内容；但当斯坦说“一個真正的教會不能收钱去帮助别人”，会长便大动肝火，並向斯坦點破教会就是一个詐取教徒金钱的骗局。
翌晨，会长向信徒介绍斯坦，原定斯坦将会向他们宣读新的教义。可是，斯坦并没有这样做，他反而表示自己并不是L·罗恩·哈巴德的转世，并说：“山达基教只是一个环球大骗局。”众信徒因此被激怒，又威胁要对斯坦提起诉讼。此時汤姆·克鲁斯、约翰·特拉沃尔塔和劳·凯利三人从衣橱里出来，並且汤姆·克鲁斯也威胁要提出起诉。斯坦大叫道“來告我啊”來作回應。剧终该集的工作人员名单的名字全都以假名“约翰·史密斯”或“简·史密斯”代替，這是因為汤姆·克鲁斯和山達基教確有好诉讼的名聲，所以需要藉此避免對相關人員的起訴。

## 制作
《南方公园》曾经在2000年MTV电影颁奖典礼中以短片的形式恶搞山达基教
，短片标题为，内容包括“约翰·特拉沃尔塔和山达基教会”搭乘太空船到达竞技场击败羅素·克洛（作为角斗士），并邀请孩子们加入山达基教。特拉沃尔塔和其他山达基教徒被描绘为赛柯罗人，就如特拉沃尔塔在电影《地球战场》中演出的角色一样。他们也曾经在较早前的题为“超级好朋友”的一集《南方公园》中取笑山达基教，该集描述美国魔术师大衛·布萊恩成立了一个名为“布莱恩教”（Blaintology）的教派。帕克和斯通承认这是在暗示山达基教。
帕克说考虑到海斯的教徒身份，剧集的制作人曾避免用一整集恶搞山达基教。但制作人与佩恩·吉利特的友情最终激发他们创作讽刺山达基教的一集《南方公园》。吉利特原本计划在影集《佩恩和特勒：胡话》中以山達基教為基礎製作出一整集的內容，但Showtime电视台考虑到山达基教会可能因此提出诉讼而禁止他制作该节目。帕克评论说：“我们得去做，这真是一团糟。听到别人说‘你不可以那样做’，你只可以在马特和我真的要做之前对我们说这么多遍‘你不可以那样做’。最后，我们只要告诉艾萨克：‘老兄，我们真的喜欢跟你一起工作，我们不是要针对你，不過因為我们是南方公园，如果我们不这样做，我们就会贬低其他我们曾经攻击过的所有东西。’”
虽然该集播映之前有人质疑对汤姆·克鲁斯和山达基教作出攻击不是明智的决定，但喜剧中心发表声明，表示支持斯通和帕克。喜剧中心的一位发言人在2005年11月告诉《雷达》杂志：“对于讽刺他们想讽刺的任何人和任何事，他们现在是、而且一直也是自由的。他们曾拿MTV开玩笑，他们曾拿维亚康姆开玩笑，他们曾拿喜剧中心开玩笑，我们并没有干预他们。”
“困在衣柜里”制作期间，调查报导员马克·埃布纳正担任斯通和帕克的顾问。埃布纳是《纽约时报》畅销书的作者，书中有对山达基教会及其对好莱坞文化的影响作出分析，有一章更以汤姆·克鲁斯和约翰·特拉沃尔塔与教会的关系为主题。喜剧中心官方网站上声称“困在衣柜里”关于山达基教的部分没有夸大：“你所看到的几乎没有被夸大。真的。”
该集剧目取自R·凯利的同名歌曲，而劇中描述的R·凯利演唱了该首歌曲的恶搞版本。

## 争议

### 艾萨克·海斯的离去

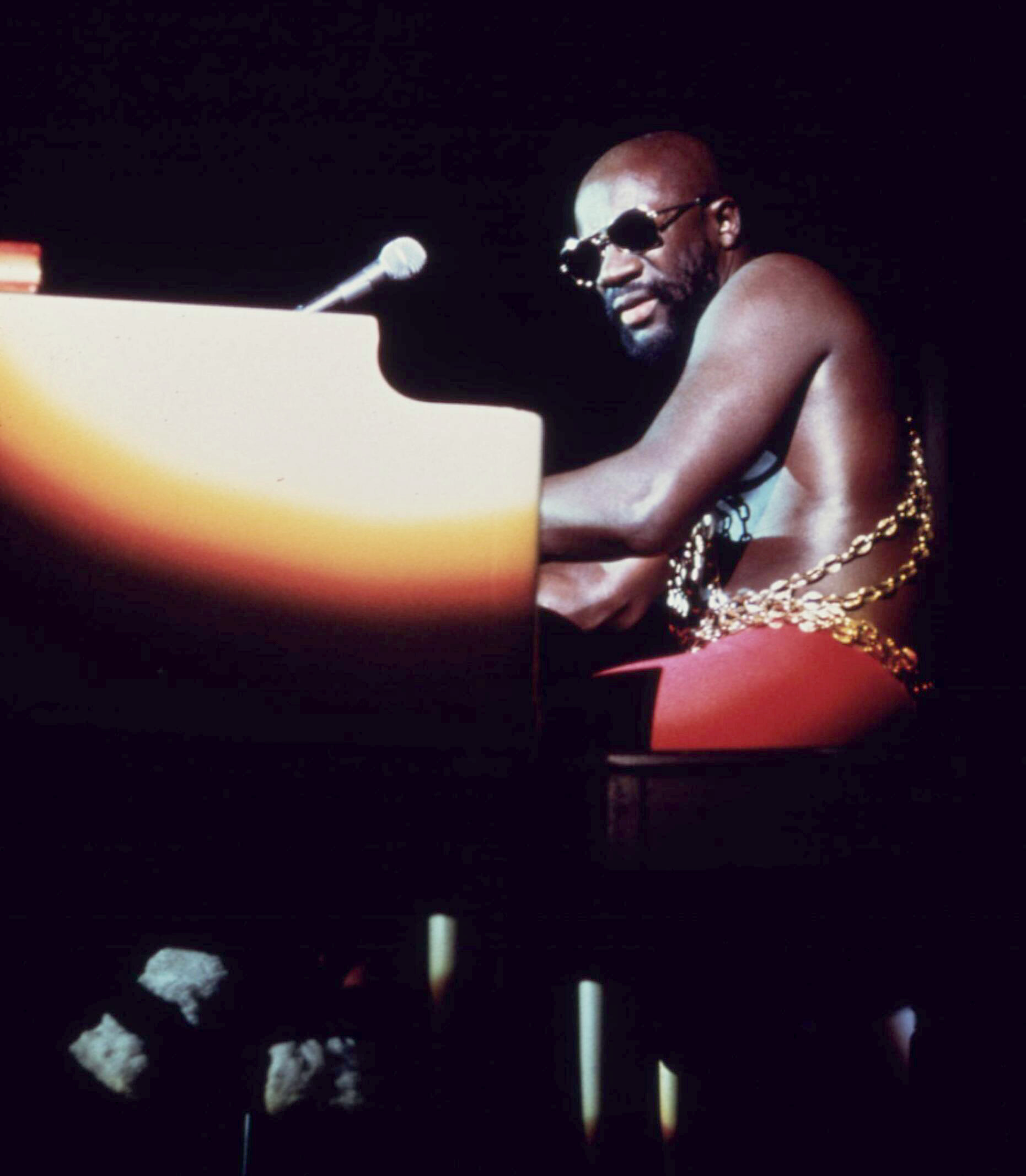
《南方公园》的厨师由艾萨克·海斯（已故）配音

2006年3月13日，海斯宣布基于《南方公园》对宗教的处理手法，他将不再参与剧集的演出，但他的声明中并没有提到山达基教。在接受有线电视新闻网《好莱坞万花筒》节目访问时，海斯说他没有看过“困在衣柜里”，只是由别人告知该集的内容。对于帕克和斯通，他被指曾在另一个访谈节目中说：“‘朋友，你们全搞错了。我们不是这样的。我知道那是你们的事，但你们也得用正确的资料，因为有些人可能会相信那些废话。’但我明白他们在做什么。我叫他们上几节山达基教的课程，让他们明白我们是做什么的。”
斯通在回应海斯的离去时称：“这百分百与他的山达基教信仰有关……他没有问题──他也因为我们取笑基督徒的节目赚得荷包滿滿。”根据斯通所说，他和帕克都没有“听到艾萨克说一句话，直至我们恶搞山达基教。他要以不同的标准看待他信仰以外的其他宗教，依我说，这就是不宽容和偏执的根源所在。”斯通认为“10年以来《南方公园》制作了150多集，艾萨克对取笑基督徒、穆斯林、摩门教徒和犹太人的节目从来没有异议。当他自己的宗教成为节目的主题时，却突然对宗教变得敏感。把民权斗争带到这件事来根本不合逻辑。当然我们会解除艾萨克的合约，我们希望他过得好。”斯通后来又说，“困在衣柜里”首播前海斯曾要求《南方公园》的制作人促使喜剧中心停播该集，并不把该集包含在DVD系列之中，但他的要求被拒绝。
关于海斯的离去的确切原因众说纷纭，在离開10个月后海斯曾说到，離去的理由包括“他们给我的钱太少”以及“他们不是那么友善”。2006年3月，有报道指海斯的健康状况是他离开的原因，因为当年1月他曾中风。根据福克斯新闻的一篇文章，海斯离开《南方公园》的声明，其實來自於虔诚的山达基教徒、海斯的经理人克里斯蒂娜·金博尔。斯通在2007年接受《滚石》杂志访问时对这个说法表示支持：“有报道称艾萨克当时中了风，山达基教藉機讓他离开了节目，我相信这个说法……”由于海斯缺席，《厨师归来》一集中厨师声音都以节目以前录制的对话剪接而成，厨师亦在该集结尾时死亡。

### 恶搞汤姆·克鲁斯
“困在衣柜里”描述汤姆·克鲁斯拒绝走出斯坦的衣柜，其实是讽刺他不肯承认自己是同性恋者（参见同性恋用语衣柜）。汤姆·克鲁斯曾因为关于他的性取向的流言对其他人提起诉讼，一些人推测他也可能控告《南方公园》。其他播放《南方公园》的国家也有对于可能面临诉讼的担忧：英国的 Paramount Comedy 1 频道因此而取消了该集的放映。

### “衣柜门”事件

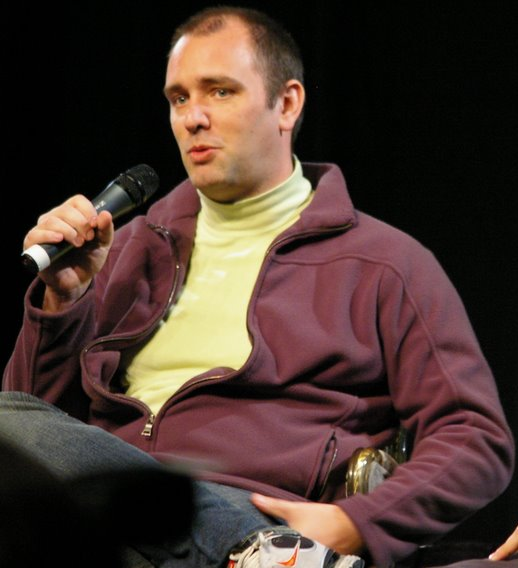
特雷·帕克，《南方公园》创作者之一

该集原定于2006年3月15日在喜剧中心频道重播，但这在没有事前通知的情况下突然被取消，并取代以另一集《南方公园》──“厨师的巧克力咸球”。喜剧中心的代表坚称作出这样的调动是为了向艾萨克·海斯致敬，因为海斯在节目放映前两天离去。
16日，Hollywoodinterrupted.com博客指喜剧中心母公司维亚康姆集团取消放映该集是因为汤姆·克鲁斯威胁要抵制电影《谍中谍3》宣传活动。不久，《E! News》和《美国早晨》节目都报导了这个传言。福克斯新闻频道把汤姆·克鲁斯的威胁（“如果维亚康姆集团容许该集重播，将不履行对《谍中谍3》的宣传义务”）视为他与维亚康姆集团（该集团同时拥有喜剧中心和发行《谍中谍3》的派拉蒙影视公司）之间出现嫌隙的证据。有线电视新闻网由沃尔夫·布利策主持的新闻节目《形势室》引述“行内消息”指该集重播的取消“是因为〔喜剧中心〕频道和汤姆·克鲁斯的电影制片厂同属一家公司”。《纽约邮报》也提到汤姆·克鲁斯“有不擇手段的纪录”，并称他曾致使当时未婚妻凯蒂·霍尔姆斯在电影《感谢你抽烟》的一段性爱镜头在放映前被剪掉。
《华盛顿邮报》报导《南方公园》迷在2006年3月实行“反击”，并威胁抵制《谍中谍3》直至喜剧中心重播“困在衣柜里”。CBS新闻的梅利莎·麦克纳马拉后来质疑这样的抵制行动是否会影响到《谍中谍3》的首映票房收入。

“来吧，犹太人，让他们看看谁真的统治好莱坞”，2006年8月1日喜剧中心在《综艺》杂志刊登的广告

《南方公园》的创作人没有直接回应喜剧中心取消重播该集的决定，据报导说这是因为他们被要求避免谈及这起事件，以免使汤姆·克鲁斯尴尬。但他们于3月17日在《综艺》杂志发表了一份声份，署名为“特雷·帕克和马特·斯通，魔王茲努的仆人”。
《洛杉矶时报》把“困在衣柜里”重播引起的争议形容为“衣柜门”事件。《独立报》后来引用《洛杉矶时报》，指争议已为《南方公园》的创作人产生正面的公众形象：“对于斯通和帕克来说，衣柜门事件将会是一份源源不绝的礼物。”自此，“衣柜门”便被其他媒体如《芝加哥太阳报》用来指代艾萨克·海斯的离去和该集重播引起的“骚动”。
汤姆·克鲁斯的发言人在争议发生后不久作出回应，并对美联社说关于汤姆·克鲁斯参与事件的传言“并不真实”，“他并没有那样说”。据《华盛顿邮报》，汤姆·克鲁斯的公关人员指出：“汤姆与这起事件毫无关联。过去六个月他一直在为《谍中谍3》进行宣传。我们不知道这从何而来。”汤姆·克鲁斯本人在4月中旬接受美国广播公司《黄金时段》节目专访时就事件作出回应，当他被问到他有没有参与阻止喜剧中心重播“困在衣柜里”，他说：“首先，你可以想像与任何一个人一同坐下进行讨论吗？我决不会与人坐下并质疑他们的信仰。这是事实：我甚至不准备把它形容为高尚。我真的不知道这件事。我在工作、拍摄电影；我有我的家庭。我很忙。我不会用我的时间问‘人们怎样说我？’”
2006年4月，《电视周刊》报导《南方公园》的支持者已在互联网上的多个站点发布该集。当时，该集在影片分享网站YouTube的观看次数已超过70万次，支持该集重播的一个签名活动则已获得5,000个签名。《电视周刊》指喜剧中心“对‘困在衣柜里’在网上的扩散有不同的看法”。拥有喜剧中心的MTV网络的一名发言人证实他们并没有要求YouTube网站删除该集的影片。《形势室》节目也指喜剧中心的网站上仍有该集的影片。2006年5月，“困在衣柜里”在伦敦的国家电影剧院免费放映，剧集完结后有一段帕克和斯通的讨论，他们说这次放映是“言论自由的显示”。
2006年7月19日，喜剧中心频道在太平洋时间10:00重播该集，东部时间7月23日23:00和9月24日22:00再次重播。斯通说：“如果他们不重播这集，我们会有大问题，我们也不会再与他们合作。”该集被安排重播后，帕克和斯通接受有线电视新闻网《好莱坞万花筒》专访，他们表示各种争议增加了该集的知名度。帕克说：“似乎宣传人员都不能为我们对此作出更好的安排。你知道这是什么意思吗？这似乎有点异常。我认为汤姆·克鲁斯为《南方公园》做的比世上任何一个人都多。”该集被包含在几套DVD系列之中，包括和。虽然有指山达基教会或汤姆·克鲁斯曾要求该集不要以DVD的形式发布，喜剧中心的网站上至今仍有该集的影片。

### 事后

帕克和斯通被描绘为在山达基教总部外墙涂鸦

事件发生后曾数次被《南方公园》节目和喜剧中心提及。2006年8月1日，喜剧中心在《综艺》杂志刊登了一则广告，广告显示四个《南方公园》主角站在L·罗恩·哈巴德山达基教名人中心前，标题为“来吧，犹太人，让他们看看谁真的统治好莱坞”。虽然常被误以为用来恶搞梅尔·吉布森的醉酒驾驶事件，该则广告的用意其实是祝贺“困在衣柜里”获得艾美奖提名，并讽刺该集在3月重播的取消。
《滚石》杂志发表封面文章《依然病态，依然错误》（Still Sick, Still Wrong）庆祝该集播出一周年。文章插图显示斯通和帕克在山达基教位于洛杉矶的总部外墙上涂鸦：在山达基教标志之下加上“是白痴”和“嗨汤姆”字样，并画上卡特曼的头像。

## 反应
在一篇评论的文章中，《丹佛邮报》指出有关汤姆·克鲁斯的笑话得到“壮丽的呈现”，并认为“通过重覆的观看可发现其中的深度，就像节目大体上一样”。《旧金山纪事报》则指斯通和帕克“可能因为取笑汤姆·克鲁斯和山达基教而达到了事业的高峰”。《泰晤士报》的一篇文章指《南方公园》“差劲地讽刺”L·罗恩·哈巴德的文字。

### 分析
《美国宗教学会期刊》的一篇文章指该集是“对山达基教会苛刻的讽刺。”特拉华大学哲学系教授理查德·汉利在著作中分析山达基教的神话，汉利说“困在衣柜里”中关于茲努的神话“完全荒谬”。他以山达基教的神话和基督教的童贞女生子和圣餐变体比较，说“这些信仰与山达基教的神话根本一样荒谬”。他继续对流行程度和传统在决定信仰“坚实性”的“证据力”作出哲学分析。
西南明尼苏达州立大学哲学系教授罗伯特·阿普也在著作中对该集的哲学和文化观点作出分析，并在书中的一节分析喜剧中心对该集的反应。他提到“困在衣柜里”中使用的字幕──“山达基教徒真的相信这些”，指“关于摩门教”一集也有使用同样方法。在提及相似的字幕使用时，他说相对于该集，喜剧中心的做法表现出做法的不协调。他解释：“整体来说，本集对山达基教远较‘关于摩门教’对摩门教仁慈。”他又指喜剧中心曾表明不会重播该集，但2006年7月12日又宣布将会重播。

### 获奖
《南方公园》的工作人员因为“困在衣柜里”获劳伦斯·沃勒斯海姆创办的对抗高压手法网络组织选为“2005年对抗高压手法网络年度人物”。罗伯特·阿普提到《南方公园》因为敢于对不宽容作出批评而在2006年4月获得皮博迪奖。
《南方公园》的创作者把该集提交角逐艾美奖，但斯通承认“我们这样做就是要做浑蛋，对喜剧中心的一句‘去你的’。”令他们感到意外的是，该集在2006年7月6日获得艾美奖最佳一小时以下动画节目提名，这是《南方公园》第6次获得提名（其中2005年的“永远的好朋友”获奖）。《辛普森一家》的“一个似乎永远讲不完的故事”最终获得该奖项。《洛杉矶时报》的汤姆·奥尼尔认为后来2007年10月播放的“More Crap”一集出现的字幕“艾美奖获奖系列”是用来联系“困在衣柜里”失落的艾美奖。该集被喜剧中心列为“10集改变世界的南方公园”之一，这10集在2006年9月24日起重播。

### 其他作品的引用
汤姆·克鲁斯进入衣柜的一幕在2006年8月27日第58届黄金时段艾美奖颁奖典礼开幕式《南方公园》播出的短片中被引用，短片以动画形式描述康納·歐布萊恩尝试出席颁奖典礼，却突然出现于斯坦的房间，斯坦向他叫喊，他跑近附近的衣柜里，进入衣柜后随即跑出來，并说“里面有人”（指汤姆·克鲁斯），汤姆·克鲁斯遂跳出衣柜并把门关上。
电影《The Bridge》里有一情节描述两名少女向一名山达基教义工查询，并问她有没有看过《南方公园》的“困在衣柜里”一集，义工回答说她没有听说过《南方公园》。